# Deposito locomotive di Livorno Centrale
Il deposito locomotive di Livorno Centrale è un deposito locomotive posto sulla ferrovia Tirrenica tra le stazioni di Livorno Centrale e Livorno Calambrone nella città omonima. È il primo deposito in Italia per la trazione elettrica costruito ex novo e non riadattato da vecchi impianti per il vapore. In seguito alla riorganizzazione delle ferrovie italiane divenne IMC - Impianto Manutenzione Corrente e operò come tale fino all'avvento di Mercitalia Rail, quando le attività di revisione dei rotabili vennero trasferite a Milano.

## Storia

### Premesse
Livorno presentava originariamente due impianti sul suo territorio per il ricovero e manutenzione del materiale rotabile: il deposito di Livorno San Marco e la rimessa di Livorno Centrale, posta a sud all'interno della stazione e dedicata alla trazione a vapore. Quest'ultima era dotata di una piattaforma girevole di 21 metri di diametro, il fabbricato aveva una forma rettangolare ed era attraversata in senso longitudinale da due coppie di binari.
L'impossibilità di riadattare i preesistenti impianti TV di Pisa, La Spezia e Livorno, ormai insufficienti e obsoleti, e l'attivazione della trazione elettrica il 28 ottobre del 1926 resero necessaria la creazione di nuovi impianti per la gestione, manutenzione e ricovero del materiale TE in relazione alla ridistribuzione dei servizi di trazione (ora mista vapore ed elettrica).
L'impianto era stato scelto per la manutenzione delle 67 locomotive elettriche trifase del compartimento di Firenze e progettato in modo tale da essere utilizzato anche per le locomotive a vapore, in quanto i preesistenti impianti, in particolare San Marco che portava sulle spalle già 50 anni d'esercizio, risultavano ormai obsoleti e senza margine di miglioramento. In previsione di futuri sviluppi ed ampliamenti venne scelta una zona a nord di Livorno Centrale, raccordando il deposito con il binario indipendente per Calambrone.
Nel settembre 1924 venne decisa la costruzione del nuovo deposito: il primo ordine di esproprio dei terreni venne attuato il 20 ottobre dello stesso anno, i lavori di costruzione vennero iniziati il 25 aprile 1925 e terminati verso la fine dell'aprile 1927 con un costo di 23 milioni di lire.

### Inaugurazione ed esercizio

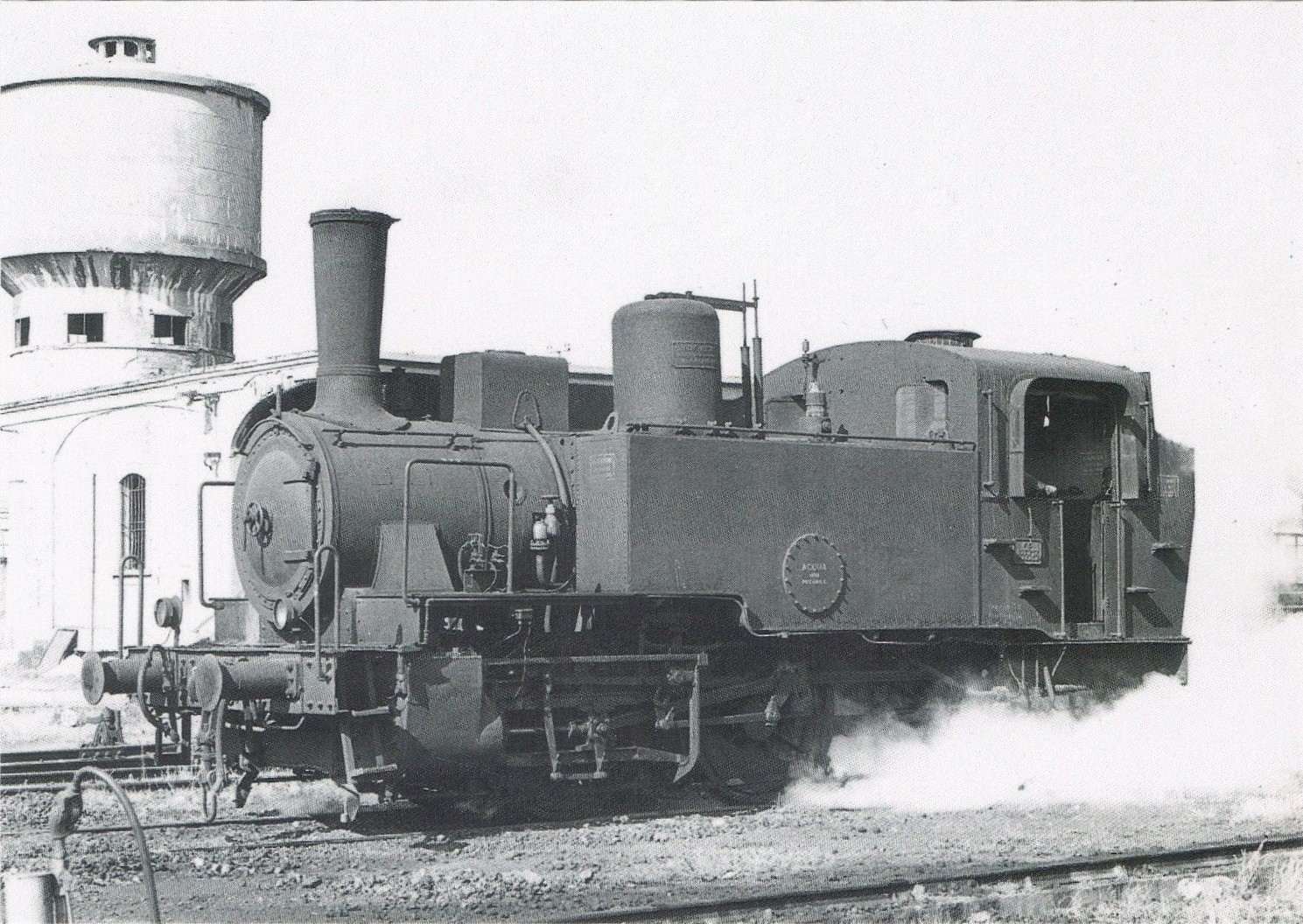
835.323 in manovra nel deposito il 14 agosto 1980, ora monumentata nei pressi delle rimesse

Il nuovo e più grande deposito venne attivato il 1º maggio 1927 in sostituzione del deposito di San Marco e della vecchia rimessa della stazione Centrale. Questo venne dotato di capannoni per il rimessaggio e rialzo delle unità di trazione serviti da piano trasbordatore, di fucine nonché di fabbricati d'ingresso, medagliere, impianti per essiccazione sabbia, uffici e dormitorio, cabina di trasformazione, alloggi, uffici scuole e dopolavoro. Venne realizzato un impianto idrico composto da un serbatoio da 500 m³ e da due rifornitori da 200 m³, una piattaforma girevole (da 21 metri e con un motore ad aria compressa da 80 HP) e un ponte a bilico da 40 tonnellate. Per quanto riguarda la trazione a vapore venne realizzato un fascio dedicato con relative fosse a fuoco.
Il nuovo impianto si rivelò una struttura particolarmente all'avanguardia, tanto che servì da modello per altri depositi successivamente realizzati nel resto della Penisola come Bologna e Milano. Dal 1º maggio 1927 le preesistenti infrastrutture vennero dismesse e interamente sostituite, una volta trasferito tutto il materiale presso il nuovo impianto. Successivamente, intorno alla metà degli anni trenta, non distante dal deposito fu realizzata una sottostazione elettrica.
Nel 1989 ospitò la E.636.354, attrezzata con gancio automatico sperimentale.

### Anni 2000
Tra la fine degli anni novanta e la metà degli anni 2000 le officine operarono una massiccia operazione di demolizione di locomotori E.636 insieme ad altro materiale da tempo accantonato.
Con la riorganizzazione delle FS agli inizi degli anni 2000 l'impianto venne riclassificato come Impianto Manutenzione Corrente e adibito alla manutenzione di veicoli atti al trasporto merci e assegnato alla divisione Cargo di Trenitalia. Dal 2004 la manutenzione è curata dalle officine Opus per Trenitalia. Negli anni successivi il gruppo FS mostrò sempre più disinteresse nei confronti dell'impianto: nel 2010 l'attività del deposito venne messa a rischio, poiché RFI e Trenitalia Cargo erano propense a dismettere prima le officine di San Marco (che operavano riparazioni ai carri) e poi il deposito stesso.
Nel dicembre 2011 il modellista Davide Godano realizzò dei modelli in resina a pezzi per la rimessa del deposito, assemblati alcuni giorni dopo e messi in mostra a Catanzaro.
Con il fallimento della divisione Cargo di Trenitalia e la nascita di Mercitalia Rail in sue veci, le attività di manutenzione dei carri vennero trasferite a Milano. Da allora il piazzale viene utilizzato solamente per la sosta temporanea di varie unità di trazione, specialmente per il carro soccorso. Prima della chiusura, si stimava una media di due treni da 500 m a settimana revisionati da 100 operai, con un costo di circa 12000 €.
Al 2021 alcuni articoli di cronaca locale hanno evidenziato le condizioni di abbandono e degrado in cui versa il deposito di Livorno.

## Strutture e impianti
Il deposito occupa un'area complessiva di 68500 m²; al momento dell'apertura 13115 m² erano occupati dai vari fabbricati, poi ampliati nel corso del tempo, e 55385 m² per il piazzale binari. È raccordato lato Roma al binario indipendente per Calambrone e, originariamente, anche lato San Marco. In origine l'estensione complessiva del piazzale era di 5025 m² esclusi i binari dedicati al rialzo e compreso il deposito combustibili, di cui 1895 m² per la sosta dei mezzi e a sua volta 1265 m² per il vapore e 630 m² per la trazione elettrica.
L'impianto presenta una notevole riduzione di spazio, a parità di dotazione di locomotive, data la minore complessità del piazzale dove mancano tutte le operazioni accessorie di rifornimento, giratura, scarico scorie e simili necessarie per un deposito dedicato alla trazione a vapore. Risulta assente la disposizione circolare, tipica del vapore, delle rimesse con annessa piattaforma girevole: la conformazione è infatti rettangolare con la presenza di un carro trasbordatore tra le rimesse vere e proprie (con una portata di 100 t) e i capannoni per la manutenzione. Venne progettato per ospitare fino a 120 locomotive a vapore e 50 elettriche, mettendo in comune la torneria, il rialzo, il reparto attrezzista, le fucine, il reparto per la riparazione dei freni, dei tachimetri, il magazzino e i locali per il falegname, stagnino e verniciatori; i piazzali di sosta e le rimesse erano separati per ovviare al rischio elettrico per il personale che svolgeva accudienza alle vaporiere e per l'effetto dannoso che potevano provocare i fumi e le polveri delle vaporiere alle locomotive elettriche.
Il progetto originario prevedeva inoltre l'ampliamento delle rimesse e fascio TE verso la Tirrenica per aumentare ulteriormente la capacità di dotazione del deposito.
Nei pressi dell'accesso sulla via Provinciale Pisana si trova monumentata la locomotiva FS 835.323.

### Sintesi infrastrutture
Fonte di riferimento:
| Fabbricato                          | Note |
| ----------------------------------- | --- |
| Rimessa                             | 9 binari TV, 6 binari TE |
| Officine e rialzo                   | |
| Fucine rialzo                       | Annessi locali stagnini e saldature |
| Gasogeni e produzione acetilene     | |
| Spogliatoi, lavabi e refettorio     | |
| Dormitori                           | Annessi bagni e docce |
| "Fabbricato ingresso"               | Annesso locale medagliere, deposito biciclette |
| Uffici                              | |
| Sabbia                              | Annessi locali per ricovero accudienti, deposito attrezzi e materiali |
| Deposito olii                       | Annesso piano caricatore |
| Tettoia ausiliaria per il magazzino | Per deposito materiali pesanti e metalli diversi da versare, con annessi locali per ramai, deposito dei tubi bollitori e preparazione dei medesimi per la messa in opera sulle locomotive |
| Cabina di trasformazione TE         | Per alimentazione linee di distribuzione per forza motrice e illuminazione |
| Pompe idrauliche                    | |
| Latrine                             | |

## Materiale rotabile
Negli anni il deposito ospitò materiale rotabile di vario genere: locomotive a vapore – di cui i gruppi 685 (utilizzate per treni diretti), 831.001-004 per le manovre fino al 1956, 835, 740 e 940 – diesel – tra cui i D.143, D.345, D.145 "Aragoste" e numerose da manovra come le 245 e i 214, nonché varie automotrici – ed elettriche – a corrente alternata trifase come le E.330 e le E.390 (fino agli anni '30) e a corrente continua come le E.428, E.626, E.636 (fino ai primi di maggio 2006), E.646/645 ed E.656/655.
Tra i vari rotabili accantonati negli anni è degna di nota la presenza di diverse E.491/492 a metà degli anni 2000, in seguito trasferite a San Marco.
Al 30 giugno 1927 risultavano assegnate 65 unità di trazione a vapore e 32 elettriche.